# Saint-Hilaire, Puy-de-Dôme
Saint-Hilaire är en kommun i departementet Puy-de-Dôme i regionen Auvergne-Rhône-Alpes i centrala Frankrike. Kommunen ligger i kantonen Pionsat som tillhör arrondissementet Riom. År 2022 hade Saint-Hilaire 146 invånare.

## Befolkningsutveckling
Antalet invånare i kommunen Saint-Hilaire
| Referens: INSEE |